# Club Hoquei Mataró
El Club Hoquei Mataró, o simplemente CH Mataró, (hasta 1992 denominado D.C. Mataró) es un club de hockey sobre patines de la localidad barcelonesa de Mataró. Fue fundado en el año 1951 y actualmente milita en la OK Liga Plata.

## Historia
Los primeros éxitos del club se remontan a la década de 1960, en la que se proclama campeón de la Copa del Generalísimo de 1967 al derrotar en la final al Club Patí Vilanova y al año siguiente consigue el título de la Liga Nacional en su cuarta y penúltima edición.
Cabe destacar también el Campeonato de Cataluña de la temporada 1968-69.
El siguiente título deportivo tuvo que esperar cuarenta años, hasta la temporada 2008-09 en la que gana la Copa de la CERS al CH Lloret con un gol de oro de Ferran Formatjé. No obstante, diecinueve días antes del título de la CERS descendió a Primera División tras quedar en el antepenúltimo lugar en la clasificación de la OK Liga.
En la temporada 2013-2014 consigue el ascenso a la OK liga y tras la temporada 2014-15 en la máxima categoría, desciende de nuevo a Primera División.
Tras cinco temporadas en la categoría de plata, en la temporada 2019-20 consigue el título de liga y el ascenso a la OK Liga, aunque descendería de nuevo en la temporada siguiente.

## Palmarés
- 1 Copa de la CERS: 2008-09
- 1 OK Liga Plata: 2019-20
- 1 Copa del Generalísimo: 1967
- 1 Liga Nacional (1967-68)
- 1 Campeonato de Cataluña (1968-69)